# Roumbou I
Roumbou I (auch: Roumbou) ist eine Landgemeinde im Departement Dakoro in Niger.

## Geographie
Roumbou I liegt in der Sahelzone. Durch die Gemeinde verläuft das Tarka-Tal, das seinen Ursprung im Departement Tanout hat. Die Nachbargemeinden von Roumbou I sind Bermo im Norden, Bader Goula im Osten, Birni Lallé im Süden und Azagor im Westen. Bei den Siedlungen im Gemeindegebiet handelt es sich um 21 Dörfer und 25 Weiler. Der Hauptort der Landgemeinde ist der Weiler Roumbou I.

## Geschichte
Die Landgemeinde Roumbou I entstand 2002 im Zuge einer landesweiten Verwaltungsreform aus einem Teil des Kantons Birni Lallé. Das Gebiet war zuvor zwischen den traditionellen Herrschaftssitzen (chefferies traditionnelles) von Azagor und Birni Lallé umstritten.

## Bevölkerung
Bei der Volkszählung 2012 hatte die Landgemeinde 13.330 Einwohner, die in 1860 Haushalten lebten. Bei der Volkszählung 2001 betrug die Einwohnerzahl 8834 in 1243 Haushalten.
Im Hauptort lebten bei der Volkszählung 2012 218 Einwohner in 31 Haushalten, bei der Volkszählung 2001 279 in 39 Haushalten und bei der Volkszählung 1988 852 in 196 Haushalten.
In ethnischer Hinsicht ist die Gemeinde ein Siedlungsgebiet der sesshaften Tuareg-Untergruppe Ibroubak, von Hausa, Fulbe, Azna und Iklan.

## Politik

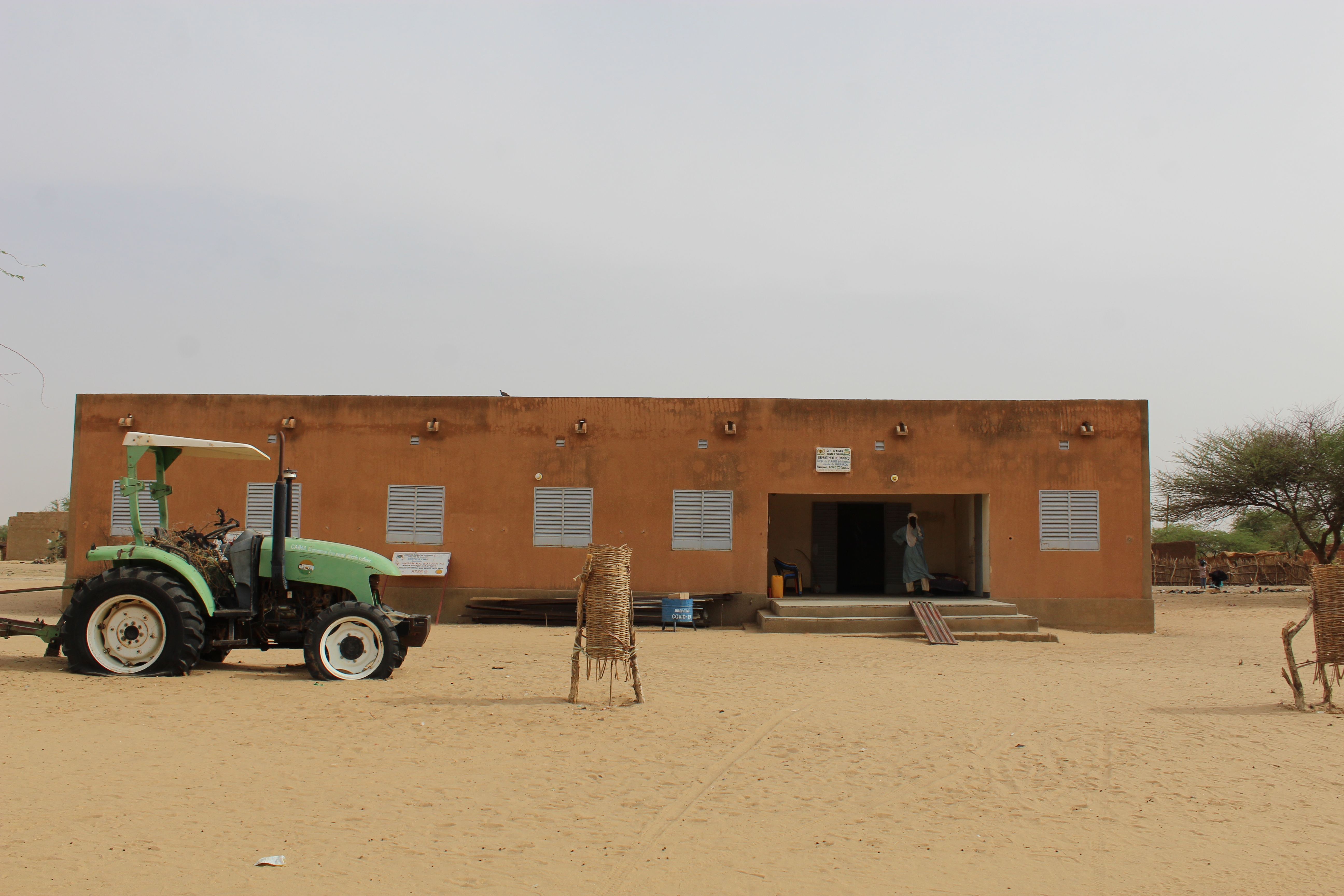
Rathaus von Roumbou I (2023)

Der Gemeinderat (conseil municipal) hat 11 gewählte Mitglieder. Mit den Kommunalwahlen 2020 sind die Sitze im Gemeinderat wie folgt verteilt: 4 PNDS-Tarayya, 3 MNSD-Nassara, 2 ADEN-Karkara, 1 MPN-Kiishin Kassa und 1 MPR-Jamhuriya.
Jeweils ein traditioneller Ortsvorsteher (chef traditionnel) steht an der Spitze von 20 Dörfern in der Gemeinde.

## Wirtschaft und Infrastruktur
Die Gemeinde liegt in einem für Ernährungskrisen anfälligen Übergangsgebiet zwischen der Zone des Agropastoralismus des Südens und der Zone der Fernweidewirtschaft des Nordens. Es kommt häufig zu Landnutzungskonflikten zwischen den sesshaften Ackerbauern und den regelmäßig aus den Nachbargegenden kommenden transhumanten Viehzüchtern. Im Dorf Sakabale wird ein regional bedeutender Wochenmarkt abgehalten. Der Markttag ist Sonntag. Einen weiteren Wochenmarkt gibt es im Dorf Kombaki. In den 1980er Jahren wurde im Hauptort eine Getreidebank etabliert. In Sakabale ist ein Gesundheitszentrum des Typs Centre de Santé Intégré (CSI) vorhanden. Beim Centre de Formation aux Métiers de Roumbou (CFM Roumbou) handelt es sich um ein Berufsausbildungszentrum.